# Szczelinokształtne
Szczelinokształtne (Synbranchiformes) – rząd ryb promieniopłetwych (Actinopterygii), określanych w języku polskim również nazwą „węgorze błotne”. Występują w pasie tropikalnym wszystkich kontynentów, głównie w wodach słodkich, z wyjątkiem kilku gatunków słonowodnych. Charakteryzują się wydłużonym, węgorzowatym kształtem ciała, brakiem płetw brzusznych i zredukowanymi szczelinami skrzelowymi.
Do szczelinokształtnych zaliczono około 100 gatunków zgrupowanych w rodzinach:
- Chaudhuriidae
- Mastacembelidae – długonosowate
- Synbranchidae – szczelinowate